# Gadus morhua
Il merluzzo nordico (Gadus morhua (Linnaeus, 1758)), conosciuto anche come merluzzo comune o merluzzo bianco o anche semplicemente merluzzo (per differenziarlo dall'altro merluzzo nordico), è un pesce osseo marino appartenente alla famiglia Gadidae. Si tratta di uno dei pesci più importanti a livello globale per la pesca commerciale.
Il nome merluzzo può risultare ambiguo, poiché viene usato anche per altri pesci: perciò nella commercializzazione del G. morhua è prescritto per decreto ministeriale l'uso del nome merluzzo nordico, che condivide con la specie affine Gadus macrocephalus.
Se essiccato assume il nome commerciale di stoccafisso. Con il termine baccalà si identifica invece il merluzzo grigio salato e stagionato.

## Distribuzione e habitat
È una specie endemica dell'Oceano Atlantico settentrionale. Nella parte occidentale di questo oceano si incontra dalla Penisola di Ungava in Canada a Capo Hatteras in Carolina del Nord oltre che lungo le coste della Groenlandia; nell'Atlantico orientale dal Mare di Barents e l'Islanda a sud fino al Golfo di Guascogna comprendendo anche il mar Baltico. Nel Mediterraneo è stato catturato un solo esemplare nel 2009 a Maiorca, nelle isole Baleari.
Il merluzzo bianco ha abitudini demersali ma può assumere uno stile di vita semipelagico in certe situazioni o fasi vitali. È piuttosto adattabile riguardo all'ambiente e si può trovare da 0 a 600 metri di profondità anche se generalmente si incontra sui 150-200 metri, sulla piattaforma continentale. I giovanili sono più costieri degli adulti, si trovano di solito in 10-30 metri d'acqua in zone algose, rocciose o ciottolose ricche di rifugi. Gli adulti popolano acque profonde e a temperatura più bassa. Può tollerare salinità da 0 a quella oceanica e temperature dal punto di congelamento a 20 °C. Tipicamente gli esemplari più grandi si trovano in acque più fredde.

## Descrizione

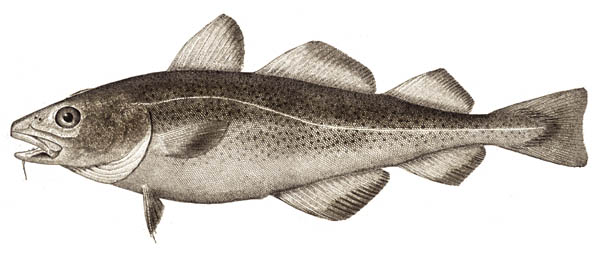
G. morhua - caratteristiche principali: 3 pinne dorsali - 2 pinne anali - barbiglio - linea laterale curva

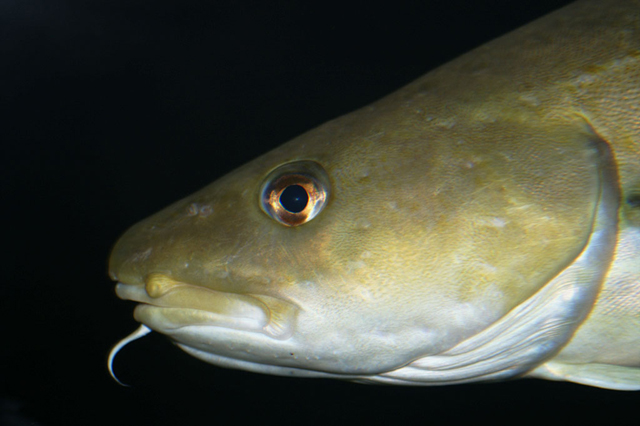
Particolare della testa: mascella superiore sporgente, barbiglio sotto il mento

Ha corpo abbastanza slanciato, con testa piuttosto grande e allungata. La mascella superiore è leggermente sporgente rispetto all'inferiore, sotto quest'ultima è presente un vistoso barbiglio chiaro. Ha tre pinne dorsali e due anali, tutte separate solo da un breve spazio; le pinne ventrali sono in posizione giugulare e la pinna caudale ha margine posteriore dritto. La linea laterale, molto evidente, ha una curva verso il basso dopo le pinne pettorali.
La livrea è variabile, dal brunastro al verdastro sul dorso, che è cosparso di macchie grigiastre, verdastre o brune, talvolta biancastre, mentre diventa più sfumato sui fianchi. La colorazione può avere riflessi dorati o rossicci negli esemplari che vivono fra le rocce o nei letti di alghe. Il ventre è biancastro. La testa è spesso coperta di macchiette più scure dall'apparenza di "lentiggini". La linea laterale è chiara e ben visibile. Gli esemplari sotto i 10 cm hanno spesso un disegno a quadretti su dorso e fianchi.
Può raggiungere i due metri di lunghezza (normalmente si attesta su un metro) e i 96 kg di peso.

## Biologia
Può vivere fino a 25 anni. Generalmente forma banchi durante il giorno che stazionano a qualche decina di metri dal fondale per sparpagliarsi e raggiungere il fondo di notte per alimentarsi. Alcune popolazioni possono compiere migrazioni lunghe e impegnative (fino a 1000 km) per raggiungere le aree riproduttive, le zone di caccia o i quartieri di svernamento mentre altre sono relativamente stanziali.

### Alimentazione
Il merluzzo bianco è un pesce onnivoro molto vorace. Gli esemplari giovanili si nutrono all'inizio di zooplancton, quindi con la crescita predano crostacei e altri invertebrati bentonici, mentre l'adulto caccia soprattutto altri pesci. Raramente alghe e altre sostanze vegetali entrano nella dieta. Si nutre prevalentemente all'alba e al tramonto.

### Riproduzione
La riproduzione avviene generalmente in inverno o all'inizio della primavera, in zone che variano tra le popolazioni, situate tra 50 e 200 metri di profondità, in acque fredde e ricche d'ossigeno. La deposizione delle uova avviene nei pressi del fondale, anche se ci sono evidenze che alcune popolazioni si riproducano in acque libere. G. morhua è una specie estremamente prolifica, una femmina di 5 kg può produrre circa 2,5 milioni di uova, cifra che sale a 7,5 milioni per una femmina di 15 kg. Il massimo numero di uova noto prodotto da una femmina è di circa 9 milioni per un animale di 34 kg. Le larve mantengono uno stile di vita pelagico per circa due mesi e mezzo per poi portarsi sul fondale. L'accrescimento dei giovanili è piuttosto rapido.

## Pesca
Il merluzzo bianco è una delle specie ittiche più importanti per la pesca commerciale mondiale. Viene catturato soprattutto con le reti a strascico, sia di fondo che pelagiche, altre tecniche di pesca che vengono usate in maniera più occasionale sono i palamiti, le reti da posta e le reti da circuizione. Viene catturato, in quantità irrisorie, anche dai pescatori sportivi.
Talvolta viene chiamato merluzzo il nasello mediterraneo (Merluccius merluccius), altre specie del genere Merluccius o altre specie della famiglia Gadidae come il merluzzo dell'Alaska (Gadus chalcogrammus) o i Pollachius e questo può generare confusioni.

## Conservazione
G. morhua è classificato come "vulnerabile" dalla IUCN. La particolarità di potersi riprodurre solo dopo molti anni di vita e la forte sovrapesca a cui è sottoposto sta portando all'esaurimento gli stock. Nel 1992 la pesca dei merluzzi in Canada si è esaurita e quarantamila pescatori del posto sono rimasti senza lavoro. Anche gli stock di merluzzo nel mar Baltico e nel mare del Nord, in costante declino, sono ormai vicini al collasso.

## Altri usi
Dal fegato di questa specie si ricava poi il famoso olio di fegato di merluzzo. Dalle altre interiora si ricavano enzimi usati nell'industria farmaceutica.